# Литванци
Литванци су балтички народ који претежно живи у Литванији, где бројношћу од преко 3 милиона чини око 84% становништва. Литванци су већином римокатоличке вероисповести, а говоре литванским језиком, који припада балтичкој групи индоевропске породице језика (балтички и словенски језици су веома сродни и заједно чине балтословенски огранак индоевропске језичке породице). Литвански језик се током времена није много мењао, тако да је сачувао веома архаичну структуру и данас се сматра најстаријим живим индоевропским језиком.

## Историја
"Не знамо чијом је заслугом или кривицом донета таква одлука, нити чиме смо Ваше величанство толико увредили да је заслужено уперено против нас, стварајући нам свуда невоље. Пре свега, Ви сте донели и објавили одлуку о земљи Самогитији, која је наше наслеђе и наша домовина из правног наслеђа предака и старешина. Ми је још увек поседујемо, то је и увек је била иста литванска земља, јер су на њој исти становници који говоре једним језиком. Али пошто се земља Самогитија налази ниже од земље Литваније, она се зове Самогитија, јер се на литванском назива доња земља [Жемајтија]. А Литванију Жемајти називају Аукштајтија, то јест, са њиховог гледишта, горњом земљом. Такође, Самогити се одавно називају Литванцима, а никада Жемајтима, и због њиховог идентитета не пишемо о Самогитији у нашем писму, јер је све једно: једна држава и исти становници."

— Витолд, одломак из његовог латинског писма упућеног Жигмунду, цару Светог римског царства, 11. марта 1420. године. У њему описује језгро Велике кнежевине Литваније, састављено од Жемајтије (доња земља) и Аукштајтије (горња земља). Term Aukštaitija is known since the 13th century.
Територију Балтика, укључујући и модерну Литванију, некада је насељавало неколико балтичких племенских ентитета (Аукштајти, Судовљани, стари Литванци, Курши, Семигали, Селони, Жемајти, Скалви, Пруси), о чему сведоче антички извори. Током векова, а посебно под Великом кнежевином Литванијом, нека од ових племена су се консолидовала у литванску нацију, углавном због одбране од пљачкашког Тевтонског реда и Источних Словена. Литванци су једина грана Балтичких народа која је успела да створи државни ентитет пре модерног доба. Били су последњи пагански народи у Европи и на крају су примили хришћанство 1387. године.
Територија коју су насељавали етнички Литванци смањила се током векова. Некада су Литванци чинили већину становништва не само у садашњој Литванији, већ и у северозападној Белорусији, на већем делу територије модерне Калињинградске области Русије и у неким деловима модерне Летоније и Пољске.
Међутим, постоји тренутни аргумент да су неки елементи у литванском друштву литвански језик сматрали недовољно престижним, што значи да се број говорника литванског језика смањио полонизацијом у Државној заједници Пољске и Литваније, као и германизацијом Пруске. Потоња руска окупација убрзала је овај процес, водила је политику русификације, која је укључивала забрану јавног говора и писања на литванском језику. Неки су тада веровали да ће нација као таква, заједно са својим језиком, изумрети за неколико генерација.
Крајем 19. века дошло је до литванског културног и језичког препорода. Неки од људи који говоре пољски и белоруски из земаља бивше Велике кнежевине Литваније су изразили своју припадност модерној литванској нацији почетком 20. века, укључујући Михала Ремера, Станислава Нарутовича, Оскара Милоша and Тадаса Иванаускаса. Литванија је прогласила независност после Првог светског рата, што је помогло њеној националној консолидацији. Одобрен је стандардизован литвански језик. Међутим, источни делови Литваније, укључујући и Вилњуску област, су припојени Пољској, док је Клајпедски регион окупирала Нацистичка Немачка 1939. године. Године 1940. Литванија је нападнута и окупирана од стране Совјетског Савеза, и присиљена да му се придружи као Литванска Совјетска Социјалистичка Република. Немци и њихови савезници су јуна 1941. напали СССР, а од 1941. до 1944. године Литванија је била под окупацијом Немачке. Немци су се повукли 1944. и Литванија је поново пала под совјетску власт. Због тога су дугогодишње заједнице Литванаца у Калињинградској области (Мала Литванија) готово уништене.
Литванска нација као таква опстала је првенствено у Литванији, неколико села у североисточној Пољској, јужној Летонији и такође у дијаспори емиграната. Неки аутохтони Литванци и даље су остали у Белорусији и Калињинградској области, али је њихов број мали у односу на оно што су некада били. Литванија је повратила независност 1990. године, а већина земаља је признала 1991. Чланица Европске уније је постала 1. маја 2004. године.

## Етнички састав Литваније
Међу балтичким државама, Литванија има најхомогеније становништво. Према попису становништва спроведеном 2001. године, 83,45% становништва изјаснило се као етнички Литванци, 6.74% као Пољаци, 6.31% као Руси, 1.23% као Белоруси и 2.27% као припадници других етничких група као што су Украјинци, Јевреји, Немци, Татари, Летонци, Роми, Естонци, Караими, Скандинављани итд.
Пољаци су углавном концентрисани у Вилњуском региону. Посебно велике пољске заједнице налазе се у општини Вилњус и округу Шалчининкај. Ова концентрација омогућава Изборној акцији Пољака у Литванији, политичкој странци заснованој на етничким мањинама, да оствари политички утицај. Због превелике пропољске политичке агенде, познато је да странка изазива несугласице између Литванаца и Пољака. Међутим, она је имала само 1 или 2 места у парламенту Литваније у последњој деценији. Тако да је активнија у локалној политици јер има већину у неколико мањих општинских већа.
Руси, иако су бројни скоро као Пољаци, много су равномерније распоређени и немају јаку политичку партију. Најистакнутија заједница живи у општини Висагинас (52%). Већина њих су радници који су се преселили из Русије да раде у Игналинској нуклеарној електрани. Један број етничких Руса напустио је Литванију након проглашења независности 1990. године.
У прошлости, етнички састав Литваније је драматично варирао. Најистакнутија промена било је истребљење јеврејског становништва током Холокауста. Пре Другог светског рата, око 7,5% становништва су били Јевреји. Они су били концентрисани у градовима и мањим местима и имали су значајан утицај на занатство и пословање. Становништво Вилњуса, који је понекад називан северним Јерусалимом, чинило је око 30% Јевреја. Скоро сви Јевреји су убијени током Холокауста у Литванији коју су окупирали нацисти, око 75.000 у периоду од 1941. до 1942. године, док су други касније емигрирали у Сједињене Државе и Израел. Сада у Литванији живи око 3.200 Јевреја.

### Културне подгрупе
Осим различитих верских и етничких група које тренутно бораве у Литванији, сами Литванци задржавају и разликују своје регионалне идентитете; постоји 5 историјских регионалних група: Жемајти, Судовљани, Аукштајти, Џукаји и Пруси, од којих је последња скоро изумрла. Становници градова се обично сматрају само Литванцима, посебно у великим градовима као што су Вилњус или Каунас.
Четири групе су разграничене према одређеним традицијама, дијалектима и историјским поделама специфичним за регион. Постоје неки стереотипи који се користе у вицевима о овим подгрупама, на пример, Судовљани су наводно шкртице, док су Жемајти тврдоглави.

## Генетика
Од касног неолита староседеоци литванске територије нису били погођени спољашњим миграцијама, тако да постоји велика вероватноћа да су становници данашње Литваније сачували генетски састав својих предака релативно неометани великим демографским кретањима, иако нису били изоловани од њих. Чини се да је становништво Литваније релативно хомогено, без очигледних генетских разлика међу етничким подгрупама.
Анализа мтДНК-а из 2004. у литванској популацији открила је да су Литванци блиски и индоевропском и уралском- говорном становништву у северној Европи. Анализа СНП халогрупе Y хромозома показала је да су Литванци најближи Балтичким народима (Летонцима), Естонцима, Белорусима и Финцима. Ово је резултат гвозденог доба. Аутозомна СНП анализа лоцира Литванце најближе Летонцима, затим најзападнијим Источним Словенима, штавише, сви словенски народи и Немци налазе се ближе Литванцима него Финци и северни Руси.
Литвански Ашкенази такође имају интересантну генетику, пошто показују низ јединствених генетских карактеристика; корисност ових варијација је била предмет дебате. Једна варијација, која је укључена у породицу хиперхолестеролемије, датирана је у 14. век, што одговара оснивању ашкенаских насеља као одговор на позив Витолда 1388. године.
Крајем 19. века просечна висина мушкараца је била 163,5 цм, а просечна висина жена 153,3 цм. До краја 20. века просечна висина је била 181,3 цм за мушкарце и 167,5 цм за жене.

## Дијаспора
Литванска насеља се простиру и на територијама које су сада изван модерне литванске државе. Мала литванска заједница постоји у близини Пуњска и Сејнија у области Сувалки у Пољској, области која је повезана са литванским писцем и свештеником Антанасом Баранаускасом. Иако је већина литванског становништва у региону Мале Литваније која је чинила део Источне Пруске протерана када је то подручје припојено Совјетском Савезу као Калињинградска област, мале групе Литванаца су касније населиле ту област пошто је поново насељена новим совјетским грађанима.
Осим традиционалних заједница у Литванији и њеним суседним земљама, Литванци су емигрирали на друге континенте током 19., 20. и 21. века.
- Заједнице у Сједињеним Државама чине највећи део ове дијаспоре; чак милион Американаца може тврдити да је пореклом из Литваније. Емиграција у Америку почела је у 19. веку, када је генерација себе називала "гринориај" (изведено од енглеске речи "greenhorn" што значи нов и неискусан).[31] Миграциони ток је прекинут током совјетске окупације, када су путовања и емиграција били озбиљно ограничени. Највеће концентрације литванских Американаца су у области Великих језера и на североистоку. Чикаго се посебно истиче као примарни центар дијаспоре. Скоро 20.000 Литванаца емигрирало је у Сједињене Државе од распада Совјетског Савеза 1991.[32]
- Литванске заједнице у Канади су међу највећим на свету заједно са Сједињеним Државама.
- Литванске заједнице у Мексику и Јужној Америци (Аргентина, Бразил, Колумбија, Уругвај и Венецуела) развиле су се пре Другог светског рата, почев од касног 19. и почетка 20. века. Тренутно више нема прилива емиграната на ове дестинације, јер економски услови у тим земљама нису бољи од оних у Литванији.
- Литванске заједнице су формиране у Јужној Африци током касног 19. и 20. века, већина су јеврејске.
- Литванске заједнице у другим регионима бившег Совјетског Савеза формиране су током совјетске окупације; број Литванаца у Сибиру и Централној Азији драматично се повећао када је велики део Литванаца присилно депортован у ове области. Након дестаљинизације, међутим, већина њих се вратила. Касније су неки Литванци премештени да раде у другим областима Совјетског Савеза; неки од њих се нису вратили у Литванију, након што је постала независна.
- Литванске заједнице у северозападној Европи (Уједињено Краљевство, Ирска, Шведска, Норвешка и Исланд) су релативно нове и почеле су да се појављују након обнављања независности Литваније 1990. године; ова емиграција се интензивирала након што је Литванија постала део Европске уније 2004. године. Лондон и Глазгов (нарочито области Белшила и Котбриџа у Великом Глазгову) дуго су имали велику католичку и јеврејску литванску популацију. Република Ирска вероватно има највећу концентрацију Литванаца у односу на њену укупну популацију у западној Европи; процењује се да 45.000 Литванаца (од којих је око половине регистровано) чини преко 1% укупне популације Ирске. У Норвешкој живи 45.415 Литванаца и они су за кратко време постали друга највећа етничка мањина у земљи, чинећи 0,85% укупног становништва Норвешке и 4,81% свих страних становника Норвешке.[33] На Исланду има око 3.500 Литванаца, што чини око 1% укупне популације.
- Литванске заједнице у Немачкој почеле су да се појављују после Другог светског рата. Године 1950. основали су Литванску средњу школу у Дипхолцу, која је била приватна школа за децу литванских избеглица. Литванска гимназија је деценијама била једина редовна средња школа ван Источног блока која је нудила курсеве историје, језика и културе Литваније. Године 1954. Литванска заједница је купила дворац Ренхорф R са парком од 12 хектара у граду Лампертхајм. Школа је ту пресељена и постоји и данас.
- Литванске заједнице у Аустралији такође постоје; због велике удаљености од Европе, међутим, емиграција је била незнатна. Литванске заједнице постоје у Мелбурну, Џилонгу, Сиднеју, Аделејду, Бризбејну, Хобарту и Перту.

## Култура и традиција
Литванским националним спортом се обично сматра кошарка (лит. krepšinis), која је популарна међу Литванцима у Литванији, као и у заједницама дијаспоре. Кошарка је у Литванију дошла преко литванско-америчке заједнице 1930-их. Кошаркашки тимови Литваније били су освајачи бронзаних медаља на Летњим олимпијским играма 1992, 1996. и 2000.
Јонинес (такође познат и као Расос) је традиционални национални празник, који се слави на летњи солстициј. Има паганско порекло. Ужгавенес (покладни уторак) се одржава дан пре чисте среде, и треба да подстакне повлачење зиме. Постоје и националне традиције за хришћанске празнике као што су Ускрс и Божић.

### Кухиња
Литванска кухиња има много заједничког са другим европским кухињама и садржи производе који одговарају њеној хладној и влажној северној клими: јечам, кромпир, раж, цвекла и печурке, а млечни производи су један од њених специјалитета. Ипак, има своје препознатљиве карактеристике, које су формиране разним утицајима током богате историје земље.
Од заједничких сличности у историји и наслеђу, Литванци, Јевреји и Пољаци развили су многа слична јела и пића: кнедле ( koldūnai), крофне (spurgos), и палачинке (lietiniai blynai). Немачке традиције су такође утицале на литванску кухињу, уводећи јела од свињетине и кромпира, као што су пудинг од кромпира (kugelis) и кобасице од кромпира (vėdarai), као и торта од барокни колач познат као шакотис. У Литванији су популарна традиционална јела литванских Татара и литванских Караима попут кибинаја и чебурека, која су слична пастама.
За литванске Американце, традиционална литванска јела халушке (купус и резанци) и голапки (мотани купус) постају све популарнија.
Ту су и јела регионалне кухиње, нпр. традиционални кастињис у Жемајтији, Западна Литванија, скиландис у Западној и Централној Литванији, киндзиукас у Источној и Јужној Литванији.
Цепелинај, јело од пуњеног кромпира, је најпопуларније национално јело. Популаран је међу Литванцима широм света. Остала национална храна укључује црни ражени хлеб, хладну супу од цвекле (šaltibarščiai), и кугелис (пудинг од печеног кромпира). Неке од ових намирница су такође уобичајене у суседним земљама. Литванска кухиња је генерално непозната ван литванских заједница. Већина литванских ресторана ван Литваније налази се у градовима са великим присуством Литваније.
Литванци су почетком 20. века били међу најмршавијим људима у развијеним земљама света. У литванској кухињи нагласак се ставља на атрактивну презентацију свеже припремљене хране.
Литванци од давнина праве мидус, врсту литванске медовине.
Локално произведено пиво (alus), вотка (degtinė) и квас (gira) су популарна пића у Литванији. Литванско традиционално пиво из Биржаја и Пасвалиса је веома цењено у Литванији и иностранству. Старка је део литванског наслеђа, и даље се производи у Литванији.

### Књижевност
Када је 1904. године укинута забрана штампања на литванском језику, различити европски књижевни покрети као што су симболизам, импресионизам и експресионизам утицали су на рад литванских писаца. Први период литванске независности (1918–1940) дао им је прилику да дубље испитају себе и своје карактере, јер њихове првенствене бриге више нису биле политичке. Изванредна личност раног 20. века био је Винцас Креве-Мицкевичиус, романописац и драматург. Његова многа дела укључују Старе народне приче о Даинави  (Dainavos šalies senų žmonių padavimai, 1912) и историјске драме Шарунас (Šarūnas, 1911), Скиргаило (Skirgaila, 1925) и Миндовгова смрт (Mindaugo mirtis, 1935). Петрас Ваичиунас је био још један популарни драмски писац, који је стварао по једну драму сваке године током 1920-их и 1930-их. Винцас Миколаитис-Путинас писао је лирску поезију, драме и романе, укључујући роман У сенкама олтара (Altorių šešėly, 1933), изузетно снажан аутобиографски роман.
Покрет Keturi vėjai започео је објављивањем Пророка четири ветра талентованог песника Казиса Бинкиса (1893—1942). Била је то побуна против традиционалне поезије. Теоријска основа Keturi vėjai у почетку је био футуризам који је стигао кроз Русију са Запада, а касније кубизам, дадаизам, надреализам, унанимизам, и немачки експресионизам. Најутицајнији футуриста за литванске писце био је руски песник Владимир Мајаковски.
Оскарас Милашијус (1877–1939) је парадоксална и занимљива појава у литванској култури. Никада није живео у Литванији, али је рођен и провео детињство у Цереји (близу Могиљова, Белорусија) и дипломирао на Лицеју Жансон д Саји у Паризу. Његова чежња за отаџбином била је више метафизичка. Пошто је морао да бира између две сукобљене земље — Литваније и Пољске — више је волео Литванију која је за њега била идеја чак и више него отаџбина. 1920. године, када је Француска признала независност Литваније, званично је именован за отправника послова за Литванију. Објавио је: 1928. збирку 26 литванских песама, 1930. Литванске приповетке и приче, 1933. Литванске приповетке, 1937. Порекло литванске нације.

### Народна музика
Литванска народна музика заснива се на песмама (dainos), које укључују романтичне и свадбене песме, као и радне песме и архаичне ратне песме. Ове песме су се изводиле у групама или самостално, упоредним акордима или углас. Дуофонске песме су уобичајене у познатој сутартинској традицији Аукштајтије. Други стил литванске народне музике зове се рателиај, нека врста плеса у круг. Инструментација укључује канклес, врсту цитре која прати сутартине, валцере, квадриље и полке, и виолину, (укључујући и бас виолину) и врсту звиждаљке која се зове лумзделис, а почев од касног 19. века, укључујује концерти, хармонику и бандонеон. Сутартине могу бити праћене скудучиајом, врстом панове фруле које свира група људи, као и дрвеним трубама (ragai и dandytės). Канклес је изузетно значајан народни инструмент, који се разликује по броју жица и техникама извођења широм земље. Остали традиционални инструменти укључују звиждаљку швилпас, бубњеве и табаласе (ударачки инструмент попут гонга), sekminių ragelis (гајде) и пуслине, музички лук направљен од свињске бешике испуњене сувим грашком.

## Галерија
- застава Литваније
- литвански фолклор
- Литванско национално јело - „cepelinai“